# Digitaria recta
Digitaria recta är en gräsart som beskrevs av Dorothy Kate Hughes. Digitaria recta ingår i släktet fingerhirser, och familjen gräs. Inga underarter finns listade i Catalogue of Life.